# 삼포항
삼포항은 경상남도 창원시 진해구 웅천동에 있는 어항이다. 2003년 3월 27일 어촌정주어항으로 지정되었다. 시설관리자는 창원시장이다.

## 어항 구역
- 수역: 서측돌출부 끝단에서 남측돌출부끝단에 연결한 선내의 연안수역[1]

## 어항 시설
- 선착장(L=115m, B=3.5m), 방파제(L=107m, B=5m), 방파제(L=110m, B=8m)

## 주요 어종
- 도다리